# Кереты
Кереты — покинутый аул в Галанчожском районе Чеченской Республики.

## География
Аул Кереты расположен к юго-западу от районного центра Галанчож.
Ближайшие развалины аулов: на юго-западе — аул Зенгали, на северо-востоке — аул Мачи, на севере — аул Итыркале, на северо-западе — аул Чиконди-Паде.

## История
Аул Кереты был ликвидирован в 1944 году во время депортации чеченцев. После восстановления Чечено-Ингушской АССР в 1956 году чеченцам было запрещено селиться в данном районе.